# 方言周圏論
方言周圏論（ほうげんしゅうけんろん、英: center versus periphery）は、方言分布の解釈の原則仮説の一つ。方言周圏説（ほうげんしゅうけんせつ）とも呼ばれる。
方言の語や音などの要素が文化的中心地から同心円状に分布する場合、外側にあるより古い形から内側にあるより新しい形へ順次変化したと推定するもの。見方を変えると、一つの形は同心円の中心地から周辺に向かって伝播したとする。柳田國男が自著『蝸牛考』（刀江書院、1930年）において提唱し、命名した。

## 概要
柳田は日本語の蝸牛（かぎゅう）を指す方言が、近畿地方では「デデムシ」、中部地方や中国地方で「マイマイ」、関東地方や四国で「カタツムリ」、東北地方と九州の一部で「ツブリ」、東北地方北部と九州西部では「ナメクジ」と、近畿地方を中心として同じ方言が同心円状に分布することを発見した。そこで、かつて文化的中心地であった京都では古い順から、ナメクジ、ツブリ、カタツムリ、マイマイ、デデムシのように変化したことから、その時系列と比例して東西南北へ放射状に拡がったものと推定した。
| 場所                       | 方言       | 時代       |
| -------------------------- | ---------- | ---------- |
| 近畿地方                   | デデムシ   | 最も新しい |
| 中部地方・中国地方など     | マイマイ   | 新しい     |
| 関東・四国                 | カタツムリ | 中間       |
| 東北地方・九州             | ツブリ     | 古い       |
| 東北地方の北部・九州の西部 | ナメクジ   | 最も古い   |

方言周圏論には、言語地理学の二つの基本的方法が適用されている。一つは「地区連続の原則」であり、「現在ある語の分布地域が分断されている場合、過去には連続した分布地域を持っていたと推定する」もの。これは、交流の無い離れた地域で同じ語形が偶然発生するとは考えられない、という原則を基にしている。もう一つは「辺境残存の原則」であり、「新しい語は文化的中心地で作られ、中心地から遠い場所に古語が残りやすい」というもの。この原則は、文化的中心地で使われる語形には「威光」があり、周辺地域は中心地の語を受容する、という見方を反映している。
しかしながら、「蝸牛」のような全国レベルで典型的な周圏分布を示す語はそれほど多くない。金田一春彦による「方言孤立変遷論」や、長尾勇による「多元的発生論」など、方言周圏論は部分的にしか認められないという批判もある。「地区連続の原則」では、語は必ず地を這うような伝播をすると考えるが、実際には離れた都市へ飛び地的に伝播する例もある。また、辺境で新しい語が作られることもある。例は少ないながらも、辺境から中心地へ新語が取り込まれる例もある。したがって、辺境にある語が必ずしも古いとは言えない。
また1930年の刀江書院版に付された分布地図も1943年の創元社版では省略され、柳田自身、「発見などというほどの物々しいものでも何んでもない」「今頃あのようなありふれた法則を、わざわざ証明しなければならぬ必要などがどこにあろうか」と述べている。しかし現在でも方言学や言語地理学では基本的な仮説の一つとなっている。

### 柳田の観点
柳田國男は「蝸牛考」を発表した年に、他にも『民族』『アサヒグラフ』『信濃教育』などに、方言に関する文章を連載した。「無視され続けてきた民衆の生活には、どのような意義があるのか、それはいかなる経過を辿って現在に至ったのか」を解明し、無名の民衆を鼓舞しようとするのが民俗学における目標の1つと考えられるが、この年に噴出した柳田の方言研究の業績も、そのような思想に立脚したものとされる。実際、柳田が「蝸牛考」で考えていたのは「変遷を起こす原動力は何か、またどのように新しい表現が発生してくるのか」という問題であり、それが「蝸牛考」執筆の動機であった。

## 日本での例
『探偵!ナイトスクープ』（朝日放送）の番組内での調査により、「馬鹿」「阿呆」などに相当する表現の方言の分布状況がやはり同心円状に広がっていることが判明しており（詳細は馬鹿#方言と分布状況、アホ・バカ分布図を参照）、その詳細は同番組のプロデューサーである松本修により『全国アホ・バカ分布考 はるかなる言葉の旅路』（太田出版、後に新潮文庫）としてまとめられている。
国立国語研究所作成の「日本言語地図」は、1903年以前に生まれた人を対象にした全国調査であるが、この図で「とんぼ」および「地震」が周圏分布を示す。「とんぼ」の例では「あきず」類が宮城県付近と九州南部・沖縄に、「地震」では「ない」類が岩手などと九州・沖縄に分布する。かつての中央でも「あきづ」や「なゐ」が『古事記』や『日本書紀』において使われている。
以上のような全国規模での周圏分布のほか、地方の一地域での周圏分布がある。例えば山形県庄内地方では中心の鶴岡に新しい語、周辺の農村部に古い語が分布する例が多く、このような地方規模での周圏分布の例は他の地域でも多い。

## 日本国外の例
ヨハネス・シュミットが1872年に提唱した「波紋説（波状伝播説）」と類似した考え方であるが、ジュネーブ大学で言語地理学の講義を聞いたことを後年W・A・グロータースに語ったという。しかしシュミット説は新古の解釈では逆であり、周辺に波紋が広がるにつれて元来の姿を失っていくというものである。

## 見かけ上の周圏分布
言語地図上で周圏分布をしていても、かならずしもその分布の中心が新しく周辺が古いとは限らない。方言周圏論が成り立つのは、離れた地域で偶然同じ意味で同じ語ができるとは考えられないときである。しかし離れた地域で同じ変化を起こしたと考えられる場合には、周圏論を適用できない。発音・アクセント・文法のように、体系性を持つものでは、離れた地域で同じ変化を起こして見かけ上の周圏分布を示すものがある。例えば麦粒腫を意味する言葉で、中国地方に「めぼいと」、その外側に「めぼ」、さらに外側に「めいぼ」がある。これについては、周辺地域で「めぼいと（目陪堂）」→「めぼ」の変化が起こり、さらにこれに目+イボという間違った語源意識がはたらいて「めいぼ」に変わったと考えられている。また「借りる」を表す語には、西日本の「かる」の外側に、東日本と山陰に「かりる・かれる」があるが、この場合「かる」が別々の地域で活用の変化を起こした可能性がある。このように中心部より周辺部の方が新しいと考えるのは逆周圏論と呼ばれる。
元々あった語を繋げて新語を造った場合には、別々の地域で同じ語が発生しうる。肩車を表す「うまのり」、つむじ風を表す「まきかぜ・まいかぜ」などは、各地に散在するが、同じ発想によって各地で発生した可能性がある。
このほか、海上交通により語が飛び火的に伝播して、離れた地域に分布するようになり、見かけ上の周圏分布を起こすこともある。
方言の分布と文献から知られる新古が一致しない例もある。「女」を表す「おんな」「おなご」や、「顔」を表す「かお」「つら」は、周圏分布している。分布の上では「おんな」「かお」が中央にあり新しいと推定されるが、中央語の文献からは「おなご」「つら」の方が新しいことが知られる。